# Aedes aenigmaticus
Aedes aenigmaticus är en tvåvingeart som beskrevs av Nelson Leander Cerqueira och Costa 1946. Aedes aenigmaticus ingår i släktet Aedes och familjen stickmyggor. Inga underarter finns listade i Catalogue of Life.